# Agave promontorii
Agave promontorii ist eine Pflanzenart aus der Gattung der Agaven (Agave). Ein englischer Trivialname ist „Baja California Sur Century Agave“.

## Beschreibung
Agave promontorii formt dicke Stämme mit mehreren großen, offenen Rosetten. Einzelne Rosetten erreichen Wuchshöhen bis 250 cm. Die variablen, lanzettenförmigen, fleischigen, grünen bis bläulichen Blätter sind 100 bis 150 cm lang und 11 bis 17 cm breit. Die Blattränder sind gezahnt. Der flexibel angeordnete, dunkelbraune Enddorn ist 3 bis 5 cm lang.
Der rispige, massive, gerade Blütenstand wird 5 bis 9 m hoch. Die glockigen, gelben Blüten sind 60 bis 75 mm lang und erscheinen ab der Mitte des Blütenstandes und reichen bis zur Spitze, an lockeren, langen, unregelmäßig angeordneten Verzweigungen. Die Blütenröhre ist 14 bis 15 mm lang.
Die variabel geformten dreikammerigen Kapselfrüchte sind 15 bis 20 mm lang und 30 bis 35 mm breit. Die schwarzen, Samen sind 4 bis 5 mm lang und 6 bis 9 mm breit.

## Systematik und Verbreitung
Agave promontorii wächst in Mexiko im Bundesstaat Baja California Sur in Gebirgsregionen an Granithängen in 900 bis 1800 m Höhe. Sie ist vergesellschaftet mit Kakteen- und Sukkulenten-Arten.
Die Erstbeschreibung durch William Trelease ist 1912 veröffentlicht worden.
Agave promontorii ist ein Vertreter der Gruppe Campaniflorae. Die Art ist im Süden von Baja California in der Sierra de Laguna und Cabo-San-Lucas-Region verbreitet. Die Blütenstruktur ähnelt der der weiteren Mitglieder der Campaniflorae-Gruppe. Typisch ist die insgesamt massive Größe, die weichen, fleischigen Blätter und der hohe Blütenstand. Sie ist nahe verwandt mit Agave capensis und Agave aurea, weicht jedoch deutlich ab in Größe, Form, Blatt- und Blütenstruktur.